# Castro de Monte Padrão
Le Castro de Monte Padrão  est un site archéologique constitué des vestiges d'une colline fortifiée située sur l'un des points culminants du Monte Padrão. Il se trouve sur la freguesia de Monte Córdova (pt), sur le territoire de la municipalité de Santo Tirso (district de Porto, Portugal),. 
Il est classé monument national depuis 1910 .

## Historique
Le Castro de  Padrão, à plus de 400 m d'altitude, a été fondé au IXe siècle av. J.-C. à la fin de l'âge du bronze et est resté peuplé jusqu'à la fin du Moyen Âge. Le castro a été fouillé pour la première fois dans les années 1950 par Carlos Faya Santarém. En 1986, le conseil municipal a lancé une série d'actions visant à promouvoir la protection, l'étude et la valorisation du site archéologique par l'ouverture d'un centre d'interprétation.

## Description
Des trois murs qui protégeaient autrefois l'établissement, l'un est encore visible aujourd'hui. Ce mur en pierre sèche a été construit selon la méthode de la construction en caisson, et le remblai de la carrière a été recouvert d'un parement extérieur. Bien qu'il n'existe pas encore de datation précise du mur, sa construction suggère un lien avec l'âge du fer et les colonies romaines présentes sur le site.
Plusieurs bâtiments ronds datent de l'âge du fer et sont typiques des établissements comparables de la culture des castros à cette époque.
Deux grands bâtiments situés au nord-ouest du plateau peuvent être datés avec certitude de l'époque romaine. La Domus présente un atrium pavé avec un portique, autour duquel s'articulent plusieurs pièces communicantes. Non loin à l'ouest, un autre grand bâtiment rectangulaire comprenant de nombreuses pièces a été mis au jour. Des sols pavés et plusieurs canaux de drainage ont également été découverts dans ce bâtiment. Les découvertes des deux bâtiments suggèrent une utilisation prolongée entre les Ier et IVe siècles.
Les vestiges de l'église Saint-Rosendo et des bâtiments médiévaux adjacents remontent vraisemblablement au Xe siècle. Le cimetière associé a été attesté jusqu'aux XIVe et XVe siècles. Après cette date, aucune trace d'occupation ultérieure de la montagne n'a été retrouvée

## Fouilles archéologiques
Lors des fouilles archéologiques, plusieurs objets datant des différentes périodes d'occupation ont été découverts et sont actuellement exposés au musée Abade de Pedrosa, à Santo Tirso. De l'âge du bronze final, on trouve des haches polies, des couteaux en silex, des grattoirs en quartzite, des coupes carénées de style Alpiarça, des vases tronconiques, etc. De l'âge du fer et de la période romaine, on trouve plusieurs exemples de céramiques, indigènes ou importées de la péninsule italienne, des amphores, du verre, des tegula, des colliers de perles en pâte vitreuse, des lampes, des fibules, des objets décoratifs en bronze, des artefacts en fer, des fusaïoles, des meules. Plusieurs pièces métalliques datant de l'époque médiévale ont été retrouvées, dont une plaque émaillée, des pièces de monnaie et des fragments de céramique (dont certains étaient décorés de motifs figuratifs et phytomorphes, c'est-à-dire en forme de plantes).

## Galerie

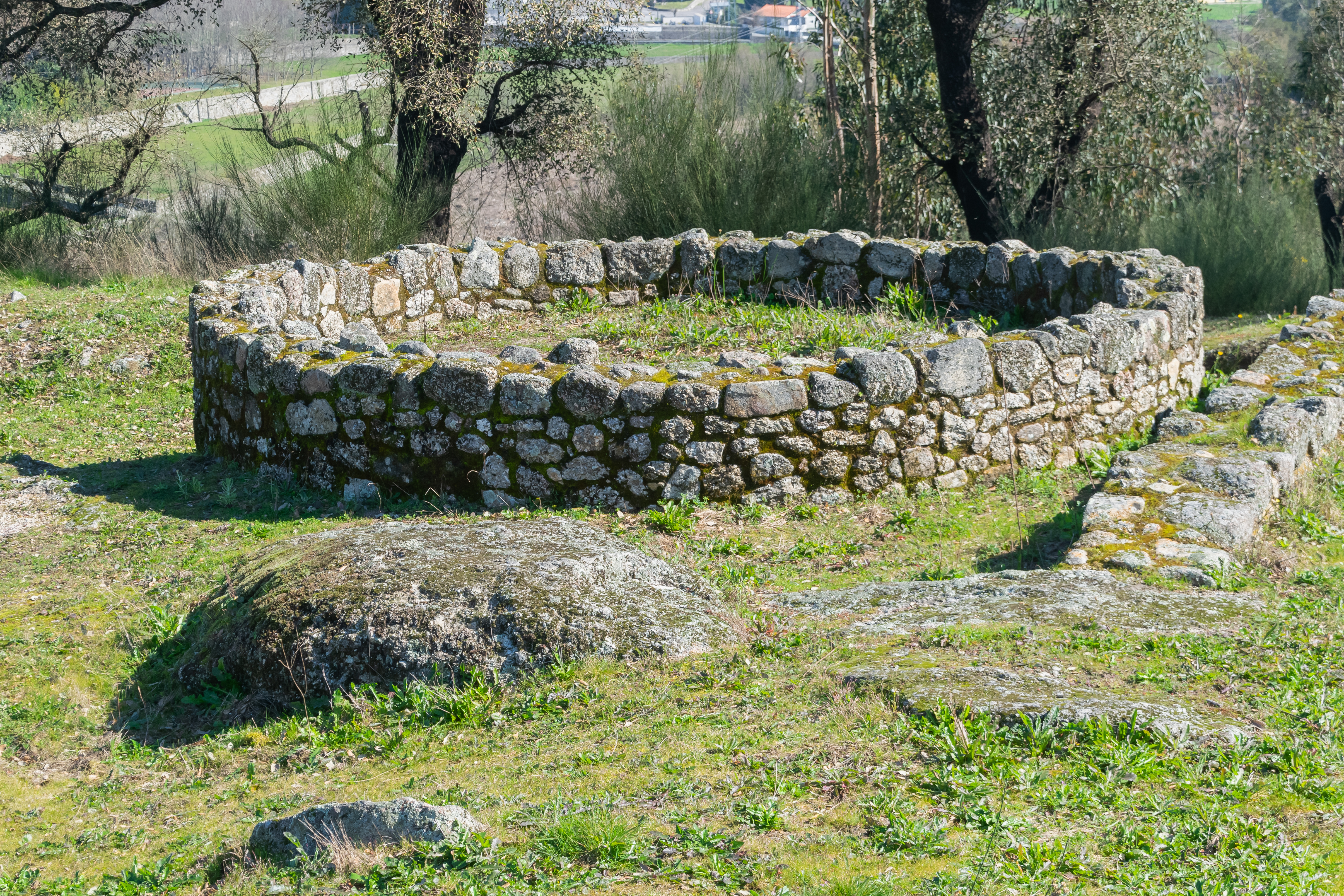
Domus
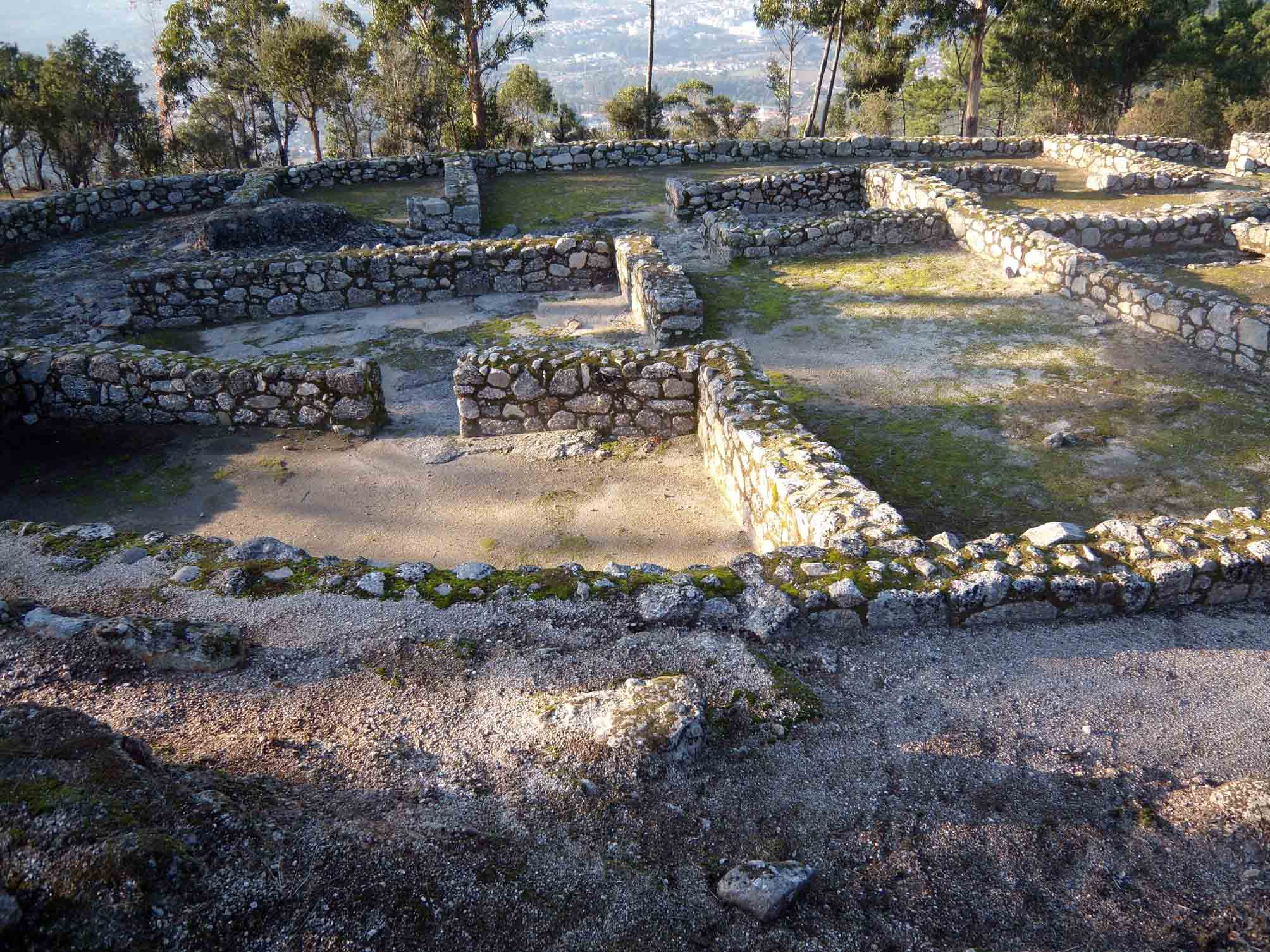